# Stefanie de Roux
Stefanie de Roux Martin, née le 5 août 1982 à Panama au Panama, est un mannequin et une animatrice de télévision panaméenne. 

## Biographie
Elle a été couronnée Miss Panama en 2002 et a représenté le Panama à Miss Univers 2003 où elle s'est classée parmi le top 15. 
Elle représente également son pays à Miss Terre 2006 (en) où elle termine à la 5e position.